# きけ わだつみのこえ
『きけ わだつみのこえ』は第二次世界大戦末期に戦没した日本の学徒兵の遺書を集めた遺稿集。

## 概要
1947年（昭和22年）に東京大学協同組合出版部により編集されて出版された東京大学戦没学徒兵の手記集『はるかなる山河に』に続いて、1949年（昭和24年）10月20日に出版された。
新聞やラジオ放送を通じて募集したもので、全国の大学、高等専門学校出身の戦没学生75人の遺稿が収められた。BC級戦犯として死刑に処された学徒兵の遺書も掲載されている。編集顧問の主任は医師、そして戦没学徒の遺族である中村克郎をはじめ、あとの編集委員として渡辺一夫・真下信一・小田切秀雄・桜井恒次が関わった。
1963年（昭和38年）に続編として『戦没学生の遺書にみる15年戦争』が光文社から出版され、1966年（昭和41年）に『第2集 きけ わだつみのこえ』に改題された。
『きけ わだつみのこえ』の刊行をきっかけとして1950年（昭和25年）4月22日に日本戦没学生記念会（わだつみ会）が結成された。
類似した題名の映画が何本か製作されている。また、この刊行収入を基金にして、戦没学生記念像わだつみ像が製作され、京都市北区の立命館大学国際平和ミュージアムで展示されている。

## 名前の由来
学徒兵の遺稿を出版する際に、全国から書名を公募し、応募のあった約2千通の中から京都府在住の藤谷多喜雄のものが採用された。藤谷のそもそもの応募作は「はてしなきわだつみ」であったが、それに添えて応募用紙に「なげけるか いかれるか/はたもだせるか/きけ はてしなきわだつみのこえ」という短歌が添付されていた。なお、この詩は同書の巻頭に記載されている。
「わたつみ（わだつみ）」は海神を意味する日本の古語である。

## 評価
『きけ わだつみのこえ』は、若い戦没者に人間としての光を当てただけでなく特に学徒兵の多くは己の学業が心ならずも頓挫し、自分が異常な状況に置かれていることを深く見つめた内容を記述しており、本来であれば平和に生きていたはずの若者が、免れようのない死と直に向き合ったとき、どのように感じるのか、ということを伝えてくる。当時の軍国主義的潮流下にあった戦陣訓世代などと呼ばれていた人々の評価を覆すものとして大きな衝撃を与えた。

## 書籍の内容に関して

### 編集方針に関する批判
原版を作成した東大協同組合出版部は、戦没者遺族が編集に携わっていることもあり、編集方針として「平和への訴え」を掲げた。編集者の一人である渡辺一夫からは「かなり過激な日本精神主義的な、戦争謳歌にも近いようなものまでも全部採録するのが公正である」との意見も出たが、その後「痛ましすぎる声はしばらく伏せたが方がよい」として意見を撤回している。このような方針に対して、立花隆は『天皇と東大』（文藝春秋）でこれを左側からの「歴史の改竄」であると批判した。富岡幸一郎も『新大東亜戦争肯定論』にて「遺された言葉が、戦後の反戦平和運動のスローガンに利用された」と述べている。
ただし、後に続編として出版された『第2集 きけ わだつみのこえ』では右翼的表現や日本主義的言辞が含まれた手記も採録されている。また、応募された候補作のうち不採用のものと採録されたものを比較しても内容に大きな差はなく、激しい軍国主義・愛国主義調の手記は存在しなかった。むしろ当時の学生の間では概ね共通した軍国主義批判・国粋主義批判の風潮があったとされる。第2集ははじめに岩波書店に出版を申し込んだが、岩波側が岩波文庫から出版するには新しすぎるとしたために、光文社のカッパブックスから出版された。
このほか、『きけ わだつみのこえ』は、当時ごく少数であった高等教育を受けたインテリの文章を集めたものであり、「人間本来の死ではなく、インテリの死だけを美化したのではないか」との意見や、「インテリと教育を受けていない一般民衆との間には価値観の違いがあり、一般民衆の戦争観の視点に編集側が欠けているのではないか」との批判がある。三島由紀夫（東京大学卒業）は『きけ わだつみのこえ』について、「テメエはインテリだから偉い、大学生がむりやり殺されたんだからかわいそうだ、それじゃ小学校しか出ていないで兵隊にいって死んだやつはどうなる」と批判している。
『はるかなる山河に』は、「東大だけが大学ではあるまい」との批判を巷間から受けたが、『きけだつみのこえ』も、『「誰それはどこの学校を出ている」といった事柄にこだわることで成り立っている』との評価もある。

### 改竄疑惑
上記に付随して、一部からは手記の内容を編集方針に沿うような形でに不当に改竄しているという批判がある。実際に採録されたものの中には編集された内容のものもあり、例えば佐々木八郎のエッセイ「“愛”と“戦”と“死”」には「しかし僕の気持はもっとヒューマニスティックなもの，宮沢賢治の烏と同じようなものなのだ。憎まないでいいものを憎みたくない、そんな気持なのだ。正直な所、軍の指導者たちの言う事は単なる民衆煽動の為の空念仏としてしか響かないのだ。」と書かれているが、「軍指導者たちの言う事」という部分は原遺稿では「暴米暴英撃滅とか，十億の民の解放とか言う事」となっていた。また高木孜の手記については、謄写稿で「ソ連兵来るの噂とぶ。ゲーペーウー潜入，駆逐艦興南入港の噂入る。」となっていた点が筆写稿では「ゲーペーウー潜入」の部分が赤線で削除され、そのまま出版された。どちらの内容も新版でも訂正されずにそのままとなっており、法政大学名誉教授の岡田裕之はこれについて編集者を批判している。
ただしどちらの手記も元々『はるかなる山河に』で採録されていたものであり、当時はGHQ（連合国軍最高司令官総司令部）の占領下検閲が行われていたため、このような表現の変更が行われた経緯がある。岡田はそれを検閲がなくなった新版になっても訂正していない点について批判しているのであり、一部で問題とされる「編集方針に沿わない文章の改竄」つまり手記の意味している内容自体を変えてしまうような改竄はなかったと主張している。

## 岩波書店『きけわだつみのこえ』改変事件裁判
1994年（平成6年）4月23日のわだつみ会総会で、副理事長の高橋武智が理事長に就任し、第4次わだつみ会が発足する。この人事によって、わだつみ会は志を同じとする組織ながら、旧版の編集責任者である中村克郎らを支持する会員と新理事長の高橋武智らを支持する会員とで内紛が発生した。第4次わだつみ会は1995年（平成7年）に『新版「きけ わだつみのこえ」』を出版したが、中村克郎を始めとする旧版支持者から「誤りが多い」、「遺族所有の原本を確認していない」、「遺稿が歪められている」、「遺稿に無い文が付け加えられている」、「訂正を申し入れたのに増刷でも反映されなかった」といった批判を浴びることとなる。1998年（平成10年）、中村克郎らが新たに「わだつみ遺族の会」を結成。うち中村克郎と西原若菜が遺族代表として、わだつみ会と岩波書店に対して「勝手に原文を改変し、著作権を侵害した」として新版の出版差し止めと精神的苦痛に対する慰謝料を求める訴訟を起こす。原告が提出した原本と新版第一刷の対照データをもとに岩波書店が修正した第8刷を1999年（平成11年）11月に出版し提出した結果、翌12月、原告は「要求のほとんどが認められた」として訴えを取り下げた。ただし、新版は中村ら原告側が編集に携わっている『はるかなる山河に』などを源泉として作成されており、裁判では誤りを自ら訂正しなかった原告を含めた双方に過失があると判断された。

## 書誌情報

### 第1集
- 日本戰歿學生手記編集委員會 編『きけ　わだつみのこえ　日本戰歿學生の手記』東大協同組合出版部、1949年10月20日。NCID BN05063014。
  - 日本戦歿学生手記編集委員会 編『きけわだつみのこえ　日本戦歿學生の手記』東京大学出版会〈東大新書〉、1952年2月29日。ISBN 978-4-13-004002-0。
- 日本戦没学生手記編集委員会 編『きけわだつみのこえ　日本戦没学生の手記』（新版）光文社〈カッパ・ブックス〉、1959年10月20日。
  - 日本戦没学生記念会 編『きけわだつみのこえ　日本戦没学生の手記』 第1集、光文社〈カッパ・ブックス 名著復刻〉、1995年6月。ISBN 4-334-04103-5。
  - 『きけわだつみのこえ　日本戦没学生の手記』日本戦没学生記念会監修（新版）、光文社、2005年8月4日。ISBN 4-334-04113-2。オリジナルの2013年4月27日時点におけるアーカイブ。 - 光文社（1959年刊）新版の複製。光文社創業60周年記念出版。
- 「きけわだつみの声」日本戦没学生記念会編、梶井基次郎著者代表 著、大岡, 昇平、平野, 謙; 佐々木, 基一 ほか 編『青春の屈折』 上巻、学芸書林〈全集・現代文学の発見 第14巻〉、1968年。
  - 「きけわだつみの声」日本戦没学生記念会編、梶井基次郎著者代表 著、大岡, 昇平、平野, 謙; 佐々木, 基一 ほか 編『青春の屈折』 上巻（愛蔵版）、学芸書林〈全集・現代文学の発見 第14巻〉、1976年5月。
  - 「きけわだつみのこえ」日本戦没学生記念会編、梶井基次郎著者代表 著、大岡, 昇平、平野, 謙; 佐々木, 基一 ほか 編『青春の屈折』 上巻（新装版）、學藝書林〈全集　現代文学の発見 第14巻〉、2005年2月。ISBN 4-87517-072-6。オリジナルの2013年10月23日時点におけるアーカイブ。
- 日本戦没学生記念会 編『きけ　わだつみのこえ　日本戦没学生の手記』岩波書店〈岩波文庫〉、1982年7月。
  - 日本戦没学生記念会 編『きけ　わだつみのこえ　日本戦没学生の手記』岩波書店〈ワイド版岩波文庫〉、1994年6月。ISBN 4-00-007138-6。
  - 日本戦没学生記念会 編『きけ　わだつみのこえ　日本戦没学生の手記』（新版）岩波書店〈岩波文庫 青157-1〉、1995年12月18日。ISBN 4-00-331571-5。オリジナルの2011年1月16日時点におけるアーカイブ。
  - 日本戦没学生記念会 編『きけ　わだつみのこえ　日本戦没学生の手記』（新版）岩波書店〈ワイド版岩波文庫〉、1997年9月16日。ISBN 4-00-007138-6。オリジナルの2009年2月14日時点におけるアーカイブ。
- 日本戦没学生記念会 編『きけわだつみのこえ　日本戦没学生の手記』光文社〈光文社文庫〉、1985年8月。ISBN 4-334-70191-4。

### 第2集
- わだつみ会 編『戦没学生の遺書にみる15年戦争　開戦・日中戦争・太平洋戦争・敗戦』光文社〈カッパ・ブックス〉、1963年2月1日。
  - 日本戦没学生記念会 編『きけわだつみのこえ　日本戦没学生の手記』 第2集、光文社〈カッパ・ブックス〉、1966年。 - わだつみ会(1963)の改題。
  - 日本戦没学生記念会 編『きけわだつみのこえ　日本戦没学生の手記』 第2集、光文社〈カッパ・ブックス 名著復刻〉、1995年6月。ISBN 4-334-04104-3。
- 日本戦没学生記念会 編『きけ　わだつみのこえ　日本戦没学生の手記』 第2集、岩波書店〈岩波文庫〉、1988年11月。ISBN 4-00-331572-3。
  - 日本戦没学生記念会 編『きけ　わだつみのこえ　日本戦没学生の手記』 第2集、岩波書店〈ワイド版岩波文庫 139〉、1994年6月16日。ISBN 4-00-007139-4。オリジナルの2013年10月23日時点におけるアーカイブ。
  - 日本戦没学生記念会 編『きけ　わだつみのこえ　日本戦没学生の手記』 第2集（新版）、岩波書店〈岩波文庫 青157-2〉、2003年12月16日。ISBN 4-00-331572-3。オリジナルの2013年10月23日時点におけるアーカイブ。
  - 日本戦没学生記念会 編『きけ　わだつみのこえ　日本戦没学生の手記』 第2集（新版）、岩波書店〈ワイド版岩波文庫〉、2004年11月16日。ISBN 4-00-007248-X。オリジナルの2009年2月14日時点におけるアーカイブ。

## 映画化作品
- 『日本戦歿学生の手記 きけ、わだつみの声』（1950年（昭和25年）、東横映画製作、東京映画配給、関川秀雄監督、伊豆肇ほか出演）
- 『きけ、わだつみの声 Last Friends』（1995年（平成7年）、東映・バンダイ製作、東映配給、出目昌伸監督、織田裕二ほか出演）

## 関連文献
- 「「きけわだつみのこえ」戦後最大のベストセラーに改ざん疑惑」『週刊文春』第39巻(31) 1997.08.21、文藝春秋、1997年8月、232-235頁。
- 保阪正康「『きけわだつみのこえ』は改竄されていた」『文藝春秋』第75巻(11) 1997.09、文藝春秋、1997年9月、356-369頁。
- 「『きけわだつみのこえ』遺族が岩波書店を訴える 裁かれる「改ざん」」『週刊文春』第40巻(32) 1998.08.27、文藝春秋、1998年8月、164-166頁。
- 内田雅敏「禁反言――『新版，きけわだつみのこえ』に対するいわれなき「改竄」批判に応える」『月刊状況と主体』（通号 274）1998.10、谷沢書房、1998年10月、57-72頁、ISSN 0388-2063。
- 岡田裕之（著）、法政大学大原社会問題研究所 編（編）「特別寄稿 日本戦没学生の思想（上）『新版・きけわだつみのこえ』の致命的欠陥について」『大原社会問題研究所雑誌』（通号 578）2007.1、法政大学大原社会問題研究所(出版) 法政大学出版局(発売)、2007年1月、19-35頁、ISSN 0912-9421。
- 岡田裕之（著）、法政大学大原社会問題研究所 編（編）「特別寄稿 日本戦没学生の思想（下）『新版・きけわだつみのこえ』の致命的欠陥について」『大原社会問題研究所雑誌』（通号 579）2007.2、法政大学大原社会問題研究所(出版) 法政大学出版局(発売)、2007年2月、26-52頁、ISSN 0912-9421。
- 有田芳生「戦没学生の手記『きけ わだつみのこえ』は改竄されていた」『週刊朝日』第113巻（14）（通号 4871）2008.3.28、朝日新聞出版、2008年3月、30-32頁。
- 藤原正彦「名著講義(4)『きけ わだつみのこえ』」『文藝春秋』第87巻(1) 2009.1、文藝春秋、2009年1月、374-387頁。
  - 藤原正彦「第4回 日本戦没学生記念会編『新版 きけ わだつみのこえ』〔昭和二十四年〕」『名著講義』文藝春秋、2009年12月10日。ISBN 978-4-16-372020-3。
  - 藤原正彦「第4回 日本戦没学生記念会編『新版 きけ わだつみのこえ』〔昭和二十四年〕」『名著講義』文藝春秋〈文春文庫 ふ26-3〉、2012年5月10日。ISBN 978-4-16-774903-3。
- 岡田裕之（著）、法政大学大原社会問題研究所 編（編）「『新版・きけわだつみのこえ（第一集）』改訂案とその典拠」『大原社会問題研究所雑誌』（通号 638）2011.12、法政大学大原社会問題研究所(出版) 法政大学出版局(発売)、2011年12月、29-44頁、ISSN 0912-9421。